# Мис Чапліна

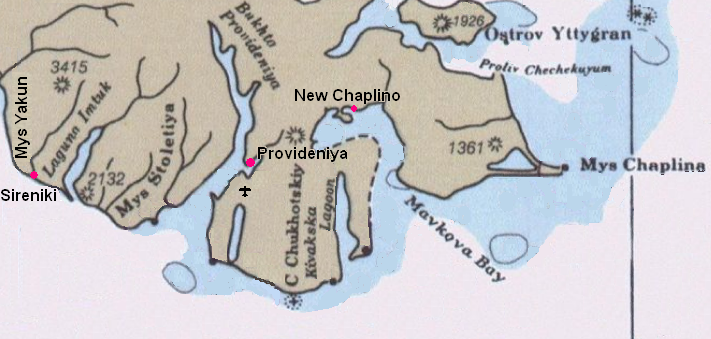

64°24′23″ пн. ш. 172°14′08″ зх. д. / 64.40639° пн. ш. 172.23556° зх. д.
Мис Чапліна (ескім. Ангазік) — мис на східному узбережжі  Чукотського півострова, що омивається  Беринговим морем у межах  Провіденського району  Чукотського автономного округу  Росії.
Названий в 1828 році  Ф. П. Літке на честь мічмана Петра Аврамовича Чапліна, учасника  Першої Камчатської експедиції.
Мис Чапліна з'єднаний з материком двома косами, серед яких знаходиться затоплена низина — озеро Найвак. На мисі знаходиться прикордонна застава Чаплине.

## Радіаційна аварія
У 2003 році на встановленому у прикордонній заставі  РІТЕГ було виявлено перевищення у 25 разів межі допустимої дози радіації, при цьому з нижньої частини корпусу була вивернута технологічна пробка. Причиною аварії є нестача конструкції цього типу генератора. Факт радіаційної аварії спочатку був прихований обслуговчим персоналом. До 2012 року несправний РІТЕГ був вивезений на утилізацію.